# Arquidiócesis de Tororo
La arquidiócesis de Tororo (en latín: Archidioecesis Tororoensis, en inglés: Roman Catholic Archdiocese of Tororo) es una circunscripción eclesiástica de la Iglesia católica en Uganda. Se trata de una arquidiócesis latina, sede metropolitana de la provincia eclesiástica de Tororo. Desde el 2 de enero de 2014 su arzobispo es Emmanuel Obbo, de la Congregación Apóstoles de Jesús.

## Territorio y organización
La arquidiócesis tiene 8837 km² y extiende su jurisdicción sobre los fieles católicos de rito latino residentes en los 7 distritos de: Bukwo, Manafwa, Butaleja, Kapchorwa, Mbale, Sironko y Tororo en la Región Oriental.
La sede de la arquidiócesis se encuentra en la ciudad de Tororo, en donde se halla la Catedral de los Mártires de Uganda.
En 2020 en la arquidiócesis existían 46 parroquias agrupadas en 12 decanatos.
La arquidiócesis tiene como sufragáneas a las diócesis de: Jinja, Kotido, Moroto y Soroti.

## Historia

### Vicariato apostólico
El vicariato apostólico del Alto Nilo fue erigido el 13 de julio de 1894 con el breve Ex hac beati del papa León XIII, obteniendo el territorio del vicariato apostólico de Victoria-Nyanza (hoy arquidiócesis de Kampala).
El 15 de junio de 1925 cedió una parte de su territorio para la erección de la prefectura apostólica de Kavirondo (hoy arquidiócesis de Kisumu) mediante el breve Ut aucto del papa Pío XI.
El 10 de junio de 1948 cedió otra parte de su territorio para la erección del vicariato apostólico de Kampala (hoy diócesis de Jinja) mediante la bula Curas Nostras del papa Pío XII. En esta última ocasión, la sede del vicariato apostólico del Alto Nilo fue trasladada de Nsambya-Kampala a Tororo.
El 10 de mayo de 1951 cambió su nombre a vicariato apostólico de Tororo en virtud del decreto Cum nomen de la Congregación de Propaganda Fide.

### Diócesis
El 25 de marzo de 1953 el vicariato apostólico fue elevado a diócesis con la bula Quemadmodum ad Nos del papa Pío XII. Originalmente era sufragánea de la arquidiócesis de Rubaga, que se convirtió en la arquidiócesis de Kampala en 1966.
El 29 de noviembre de 1980 cedió una parte de su territorio para la erección de la diócesis de Soroti mediante la bula Ad spiritualem provehendam salutem del papa Juan Pablo II.

### Arquidiócesis
El 2 de enero de 1999 la diócesis fue elevada al rango de arquidiócesis metropolitana con la bula Cum Ecclesia del papa Juan Pablo II.

## Estadísticas
Según el Anuario Pontificio 2021 la arquidiócesis tenía a fines de 2020 un total de 999 750 fieles bautizados.
| Año                                                                             | Población            | Población | Población      | Sacerdotes | Sacerdotes    | Sacerdotes    | Bautizados por sacerdote | Diáconos permanentes | Religiosos | Religiosos | Parroquias |
| Año                                                                             | Bautizados católicos | Total     | % de católicos | Total      | Clero secular | Clero regular | Bautizados por sacerdote | Diáconos permanentes | Varones    | Mujeres    | Parroquias |
| ------------------------------------------------------------------------------- | -------------------- | --------- | -------------- | ---------- | ------------- | ------------- | ------------------------ | -------------------- | ---------- | ---------- | ---------- |
| 1950                                                                            | 209 357              | 700 000   | 29.9           | 77         | 7             | 70            | 2718                     |                      |            | 123        | 25         |
| 1970                                                                            | 497 097              | 509 855   | 97.5           | 30         | 30            |               | 16 569                   |                      | 20         | 147        | 45         |
| 1980                                                                            | 667 846              | 2 103 000 | 31.8           | 67         | 38            | 29            | 9967                     |                      | 49         | 125        | 47         |
| 1990                                                                            | 425 911              | 1 573 000 | 27.1           | 66         | 55            | 11            | 6453                     |                      | 21         | 110        | 35         |
| 1999                                                                            | 405 742              | 1 609 044 | 25.2           | 60         | 53            | 7             | 6762                     |                      | 25         | 112        | 36         |
| 2000                                                                            | 450 000              | 1 700 000 | 26.5           | 63         | 55            | 8             | 7142                     |                      | 21         | 116        | 36         |
| 2001                                                                            | 500 000              | 1 700 000 | 29.4           | 61         | 52            | 9             | 8196                     |                      | 23         | 129        | 36         |
| 2002                                                                            | 550 000              | 2 000     | 27.5           | 71         | 58            | 13            | 7746                     |                      | 24         | 146        | 36         |
| 2003                                                                            | 550 000              | 2 500 000 | 22.0           | 71         | 57            | 14            | 7746                     |                      | 24         | 136        | 37         |
| 2004                                                                            | 550 000              | 2 500 000 | 22.0           | 77         | 58            | 19            | 7142                     |                      | 31         | 151        | 37         |
| 2007                                                                            | 605 000              | 2 747 000 | 22.0           | 82         | 71            | 11            | 7378                     | 3                    | 22         | 146        | 40         |
| 2010                                                                            | 665 000              | 3 030 000 | 21.9           | 93         | 82            | 11            | 7150                     |                      | 27         | 175        | 40         |
| 2014                                                                            | 816 200              | 3 928 600 | 20.8           | 99         | 88            | 11            | 8244                     |                      | 29         | 236        | 43         |
| 2017                                                                            | 981 817              | 3 875 899 | 25.3           | 116        | 105           | 11            | 8463                     |                      | 24         | 178        | 44         |
| 2020                                                                            | 999 750              | 4 120 065 | 24.3           | 119        | 109           | 10            | 8401                     |                      | 33         | 191        | 46         |
| Fuente: Catholic-Hierarchy, que a su vez toma los datos del Anuario Pontificio. |                      |           |                |            |               |               |                          |                      |            |            |            |

## Episcopologio
- Henry Hanlon, M.H.M. † (17 de julio de 1894-17 de noviembre de 1911 renunció)
- Johannes Biermans, M.H.M. † (24 de abril de 1912-agosto de 1924 renunció)
- John William Campling, M.H.M. † (13 de mayo de 1925-febrero de 1938 renunció)
- John Reesinck, M.H.M. † (29 de marzo de 1938-marzo de 1951 renunció)
- John Francis Greif, M.H.M. † (1 de mayo de 1951-17 de agosto de 1968 falleció)
- James Odongo † (19 de agosto de 1968-27 de junio de 2007 retirado)
- Denis Kiwanuka Lote † (27 de junio de 2007-2 de enero de 2014 retirado)
- Emmanuel Obbo, A.J., desde el 2 de enero de 2014